# Cordylomera geniculata
Cordylomera geniculata är en skalbaggsart som beskrevs av Jean Baptiste Lucien Buquet 1843. Cordylomera geniculata ingår i släktet Cordylomera och familjen långhorningar.
Artens utbredningsområde är Senegal. Inga underarter finns listade i Catalogue of Life.